# Wichmann I.

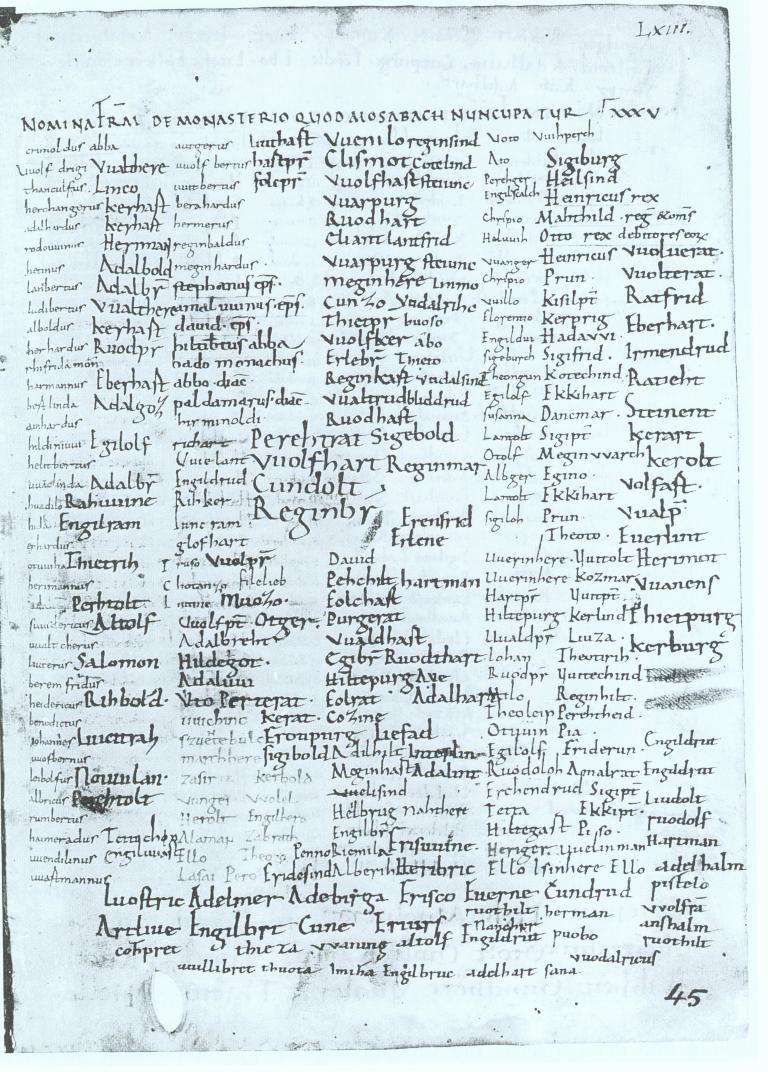
Eintrag Wichmanns als Uuihnman in einem Gruppeneintrag der ottonischen Königsfamilie und ihrer wichtigsten Helfer von 929 im Reichenauer Verbrüderungsbuch, Zürich, Zentralbibliothek, Rh. hist. 27, pag. 63.

Wichmann I. der Ältere (* um 900; † 23. April 944?) war Graf im Bardengau.
Wichmann entstammte der mit Abstand einflussreichsten und vornehmsten Verwandtengruppe des nördlichen Sachsens. Er war der ältere Bruder Hermann Billungs, des Stammvaters des Adelsgeschlechtes der Billunger. Wichmann hatte einen weiteren Bruder, Amelung, Bischof von Verden. Die Eheschließung mit einer Schwester der Königin Mathilde aus dem Geschlecht Widukinds dürfte Wichmanns Ansehen noch zusätzlich erhöht haben. Ob es sich dabei um Bia, Fridarun oder Peretheid handelt, ist umstritten. Nach wohl herrschender Auffassung handelte es sich um Bia.
Als Schwager des Königs könnte Wichmann darüber hinaus auch zu Heinrichs I. engeren Vertrauten gehört haben. Nach Heinrichs I. Tod bestimmte dessen Sohn König Otto I. nicht Wichmann, sondern dessen jüngeren Bruder Hermann Billung zum „princeps militae“ in Ostsachsen. Möglicherweise wollte er damit eine weitere Steigerung von Wichmanns Ansehen vermeiden, das einer Ausweitung des königlichen Herrschaftsanspruchs im Wege gestanden hätte. Vielleicht hatte Wichmann aber auch dem Lieblingssohn Mathildes, Heinrich, näher gestanden als Otto. Jedenfalls verließ Wichmann nach dieser Zurücksetzung – Krankheit vorschützend – gekränkt das Heer und schloss sich dem Aufstand des ebenfalls übergangen Halbbruders Ottos I. Thankmar an. Als sich die Niederlage Thankmars und seiner Verbündeten abzuzeichnen begann, söhnte er sich mit dem König aus. Die um das Jahr entstandenen Quedlinburger Annalen berichten darüber zum Jahr 939, während die um 1200 entstandenen Magdeburger Annalen das Ereignis dem Jahr 941 zuordnen. Beiden gemeinsam ist jedoch der Hinweis auf eine demütige Unterwerfung Wichmanns, die der Aussöhnung vorausging.
Die nach Wichmann selbst benannte Wichmannsburg, eine ehemalige Wasserburg bei Wichmannsburg in der Gemeinde Bienenbüttel, scheint seine bevorzugte Residenz gewesen zu sein.
Wichmann hatte sechs Kinder. Seine Söhne Wichmann II. und Ekbert der Einäugige, die am Königshof erzogen worden waren, fühlten sich nach seinem Tod 944 von ihrem Onkel Hermann Billung um ihr Erbe gebracht und wurden in ihrem Kampf gegen den Onkel und den König zu Rebellen der Ottonen-Zeit. Die Töchter Frideruna und Imma gründeten das Kloster Kemnade an der Weser in der Nähe des Ortes Bodenwerder. Der vermutliche Sohn Brun I. von Verden war Bischof von Verden und gründete das Kanonissinenstift Oldenstadt bei Uelzen. Die Tochter Hathui war mit Siegfried, ältester Sohn des Markgrafen Gero, verheiratet.